# Eulerovo číslo
Eulerovo číslo (čte se [ojlerovo], též základ přirozených logaritmů, někdy i Napierova konstanta; obvykle se značí {\displaystyle e}) je jedna ze základních matematických konstant. Je pojmenováno podle švýcarského matematika Leonharda Eulera, resp. skotského matematika-amatéra Johna Napiera, objevitele logaritmu. Eulerovo číslo objevil roku 1683 Jacob Bernoulli při zkoumání složeného úročení: Eulerovo číslo je totiž limitním úročitelem při úrokové sazbě 100 % p.a., pokud frekvence úročení roste nade všechny meze (viz definici č. 1).
Přibližná hodnota Eulerova čísla je 2,71828182846.

## Definice
Eulerovo číslo má několik alternativních ekvivalentních definic. Nejčastější jsou:

je taková exponenciální funkce, jejíž graf má s přímkou o rovnici
jediný průsečík.

1. Eulerovo číslo jako limita následující posloupnosti (viz složené úročení):
{\displaystyle e=\lim _{n\to \infty }\left(1+{\frac {1}{n}}\right)^{n}}
2. Eulerovo číslo jako součet následující nekonečné řady:
{\displaystyle e=\sum _{n=0}^{\infty }{1 \over n!}={1 \over 0!}+{1 \over 1!}+{1 \over 2!}+{1 \over 3!}+{1 \over 4!}+\cdots }
3. Eulerovo číslo jako jediné číslo {\displaystyle x>0}, pro které platí, že:
{\displaystyle \int \limits _{1}^{x}{\frac {\mathrm {d} t}{t}}={1}}
4. Eulerovo číslo jako hodnota funkce {\displaystyle e=f(1)}, která je jediným řešením diferenciální rovnice:
{\displaystyle {\frac {\mathrm {d} }{\mathrm {d} x}}f(x)=f(x)} s počáteční podmínkou {\displaystyle f(0)=1}.
5. Eulerovo číslo jako základ exponenciální funkce {\displaystyle a^{x}}, která má v bodě {\displaystyle x=0} tečnu
{\displaystyle y=x+1}.

## Vlastnosti
Eulerovo číslo je iracionální, tzn. jeho desetinný rozvoj je nekonečný a neperiodický. Dokonce je transcendentní, tzn. nelze ho vyjádřit jako kořen mnohočlenu s celočíselnými koeficienty. Zato jeho řetězový zlomek vykazuje jistou pravidelnost
{\displaystyle e=[2;1,2,1,1,4,1,1,6,1,...,1,2n,1,...]\,} resp.  {\displaystyle e=2+{\cfrac {1}{1+{\cfrac {1}{2+{\cfrac {1}{1+{\cfrac {1}{1+{\cfrac {1}{4+{\cfrac {1}{1+{\cfrac {1}{1+{\cfrac {1}{6+{\cfrac {1}{1+\ddots }}}}}}}}}}}}}}}}}}},
která je ještě zřejmější v některých vyjádřeních ve tvaru zobecněného řetězového zlomku:
{\displaystyle e=2+{\cfrac {1}{1+{\cfrac {1}{2+{\cfrac {2}{3+{\cfrac {3}{4+{\cfrac {4}{5+\ddots }}}}}}}}}}=2+{\cfrac {2}{2+{\cfrac {3}{3+{\cfrac {4}{4+{\cfrac {5}{5+{\cfrac {6}{6+\ddots \,}}}}}}}}}}}

### Vztah k číslu pí
Vztah k číslu pí představuje např. Eulerova rovnost:
{\displaystyle e^{i\pi }+1=0}.
Jedná se o speciální případ obecného Eulerova vzorce
{\displaystyle e^{i\phi }=\cos \phi +i\cdot \sin \phi }.

## Přibližné hodnoty

### Zápis Eulerova čísla v desítkové soustavě
```
2,7182818284 5904523536 0287471352 6624977572 4709369995
  9574966967 6277240766 3035354759 4571382178 5251664274
  2746639193 2003059921 8174135966 2904357290 0334295260
  5956307381 3232862794 3490763233 8298807531 9525101901
  1573834187 9307021540 8914993488 4167509244 7614606680
  8226480016 8477411853 7423454424 3710753907 7744992069
  5517027618 3860626133 1384583000 7520449338 2656029760
  6737113200 7093287091 2744374704 7230696977 2093101416
  9283681902 5515108657 4637721112 5238978442 5056953696
  7707854499 6996794686 4454905987 9316368892 3009879312
  7736178215 4249992295 7635148220 8269895193 6680331825
  2886939849 6465105820 9392398294 8879332036 2509443117
  3012381970 6841614039 7019837679 3206832823 7646480429
  5311802328 7825098194 5581530175 6717361332 0698112509
  9618188159 3041690351 5988885193 4580727386 6738589422
  8792284998 9208680582 5749279610 4841984443 6346324496
  8487560233 6248270419 7862320900 2160990235 3043699418
  4914631409 3431738143 6405462531 5209618369 0888707016
  7683964243 7814059271 4563549061 3031072085 1038375051
  0115747704 1718986106 8739696552 1267154688 9570350...
```